# Gerhard Freund
Gerhard Freund (* 5. September 1925 in Wien; † 29. Mai 1979 in Wien) war ein österreichischer Schauspieler, Operettenbuffo, Journalist und Kulturmanager.

## Leben und Wirken
Der Sohn eines Lehrers wurde als 18-Jähriger zur deutschen Wehrmacht eingezogen und in Frankreich eingesetzt (aus dieser Zeit existiert ein Kriegstagebuch, das von Freunds Sohn René Freund literarisch bearbeitet wurde). Nach 1945 legte Gerhard Freund die Schauspielprüfung ab und war als Operettenbuffo und Schauspieler, unter anderem im Stadttheater in Baden bei Wien, tätig. Er gestaltete Radiosendungen des Österreichischen Gewerkschaftsbundes im US-amerikanischen Besatzungssender Rot-Weiß-Rot, galt als Sozialdemokrat und war ab 1955 am Aufbau des Fernsehens in Österreich beteiligt. Deshalb wurde er – laut Teddy Podgorski – 1957 zum ersten Fernsehdirektor des Österreichischen Rundfunks, da Bundeskanzler Julius Raab, der einer Regierung der „großen Koalition“ vorstand und Posten nach dem Proporz besetzen musste, das neue Medium Fernsehen unterschätzt und seiner ÖVP lieber den Hörfunk gesichert habe.
Freund begegnete in der Folge als Repräsentant des Proporzsystems scharfer Kritik der sich als unabhängig bezeichnenden Medien, namentlich seitens der Proponenten des Rundfunkvolksbegehrens 1964. Mit der Etablierung des ORF durch die ÖVP-Alleinregierung Josef Klaus wurde Freund 1967 als Fernsehdirektor durch Helmut Zilk (ebenfalls Sozialdemokrat) ersetzt.
Freund wurde 1967 alleiniger Geschäftsführer der Münchner TV-Produktionsfirma Intertel. Im April 1974 wurde er von der Stadt Wien zum Direktor der Wiener Stadthalle und 1977 zusätzlich zum Intendanten der Wiener Festwochen berufen; als Nachfolger von Ulrich Baumgartner (1918–1984) war er in dieser Funktion für die Festwochenprogramme 1978 und 1979 verantwortlich.
Gerhard Freund, der an einem Aneurysma starb, wurde auf dem Hietzinger Friedhof (49-128) beigesetzt. Seinem Andenken ist der von der staatlichen „Wiener Zeitung“ gestiftete Gerhard-Freund-Ring gewidmet.

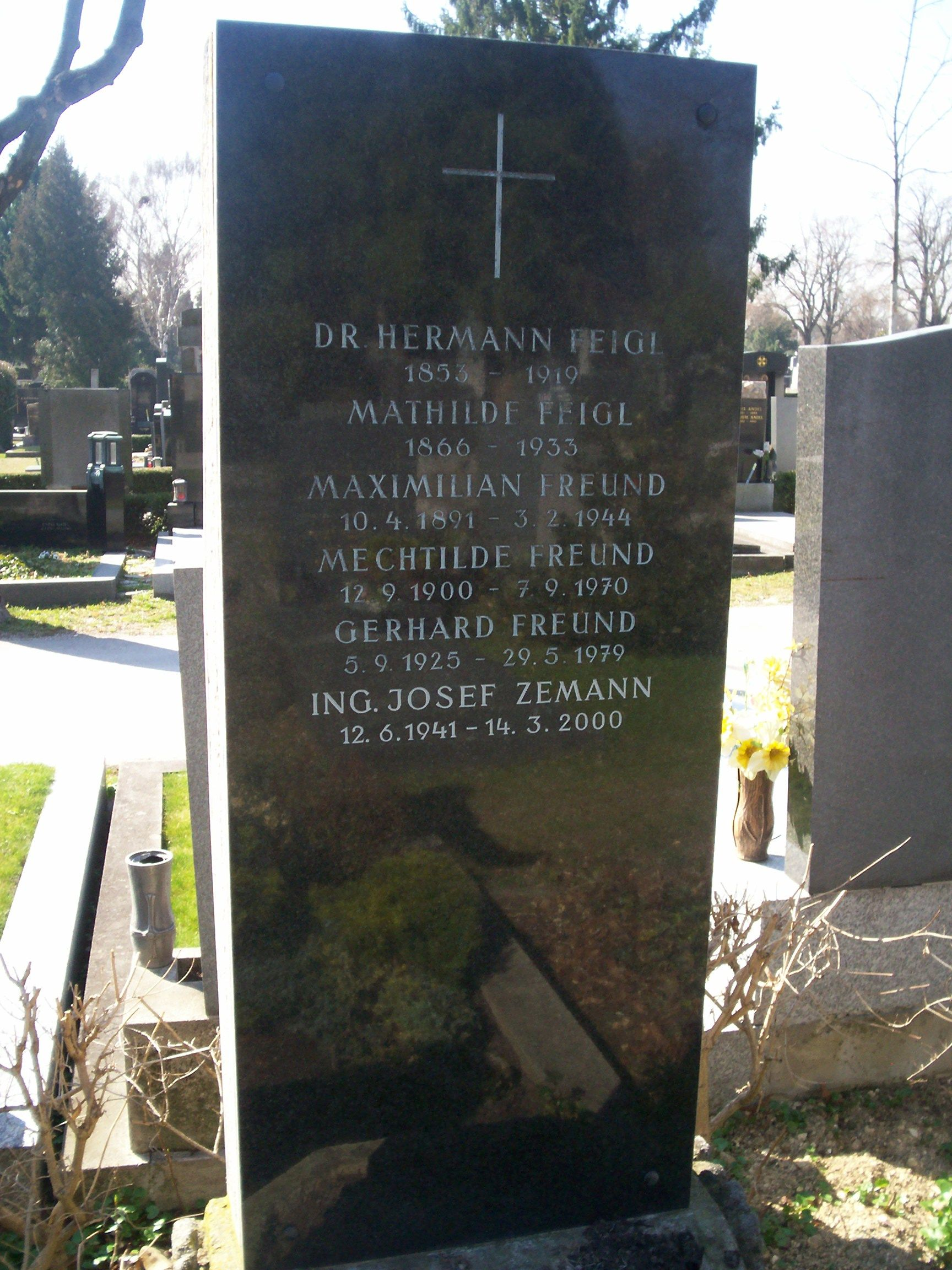
Grabstätte Gerhard Freund

## Werke (Auswahl)
- Fernsehen, nah gesehen. Erlebnisse und Erfahrungen eines Fernsehdirektors. Europa-Verlag, Wien 1961
- Fernsehen in Österreich. Betrachtungen des österreichischen Fernsehdirektors. Verlag des ÖGB, Wien 1962
- Rudolf Angerer (Ill.), Gert Schlegel (Zusammenstellung der Bilder): Aber schau’n S’, Herr Brinkley! Jugend und Volk, Wien 1963
- Probleme des Fernsehens. In: Günther Nenning (Hrsg.): Richter und Journalisten. Über das Verhältnis von Recht und Presse. Vorträge auf der Richterwoche 1964 in Weissenbach am Attersee. Europa-Verlag, Wien (u. a.) 1965, S. 47–57